# Radeon X1000

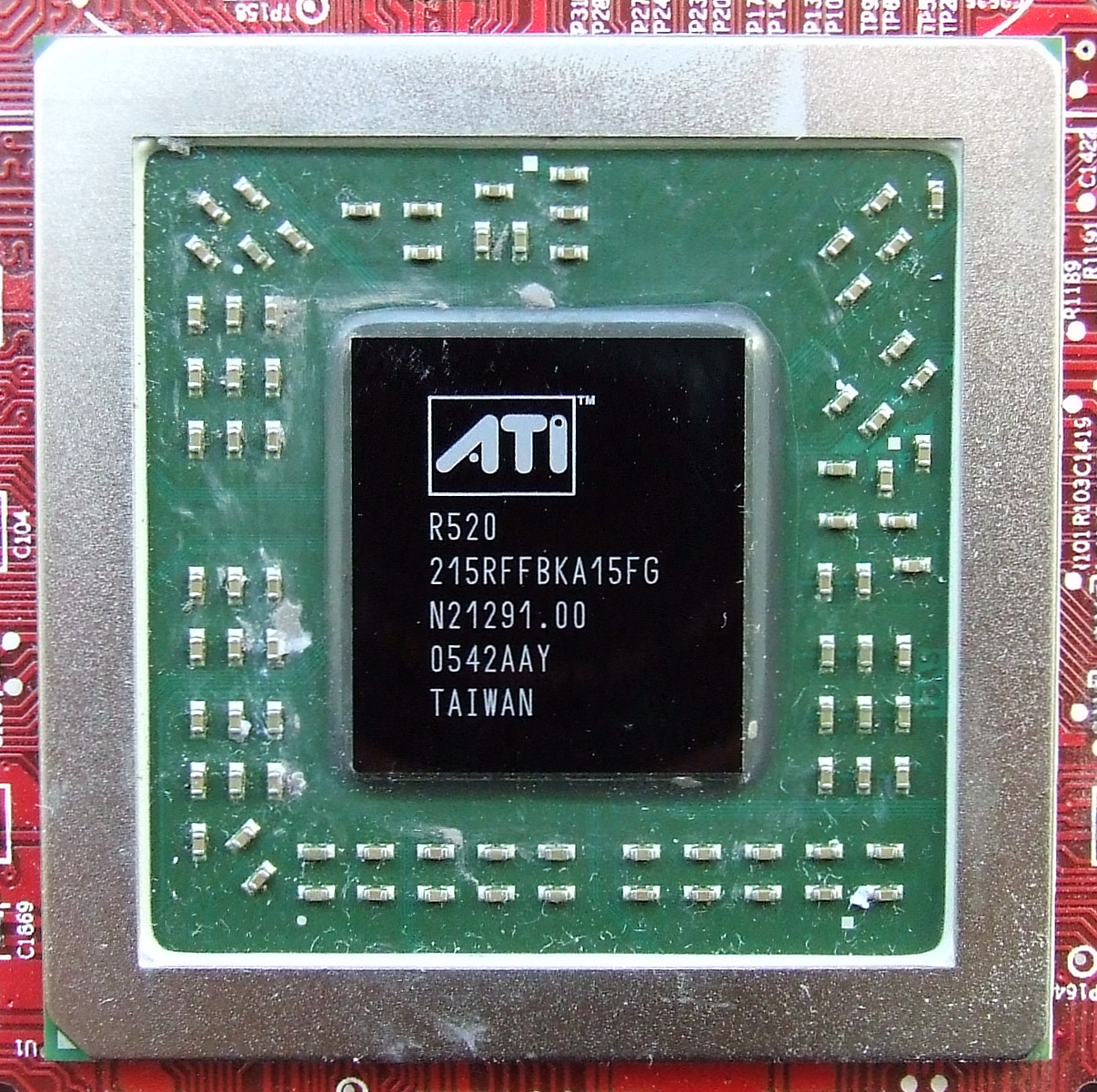
Графический процессор ATI R520. Этот чип используется в процессорах Radeon серии X1800.

R520 (кодовое название FUDO ) представляет собой графический процессор (GPU), разработанный ATI Technologies и произведенный TSMC. Это был первый графический процессор, созданный с использованием процесса фотолитографии 90 нм.
R520 является основой линейки видеокарт DirectX 9.0c и OpenGL 2.0 3D-ускорителя X1000. Это первая крупная архитектурная перестройка ATI со времен R300, которая сильно оптимизирована для Shader Model 3.0. Серия Radeon X1000, использующая ядро, была представлена 5 октября 2005 года и в основном конкурировала с серией Nvidia GeForce 7000. 14 мая 2007 года ATI выпустила преемника серии R500 - серию R600.
ATI не предоставляет официальную поддержку карт серии X1000 для Windows 8 или Windows 10; последний AMD Catalyst для этого поколения - 10.2 от 2010 до Windows 7.  AMD прекратила предоставление драйверов для Windows 7 для этой серии в 2015 году.
При использовании дистрибутива Linux доступна серия драйверов Radeon с открытым исходным кодом.
Те же графические процессоры также можно найти в некоторых продуктах AMD FireMV, предназначенных для работы с несколькими мониторами.

## Задержка в разработке
Видеокарты Radeon X1800, в состав которых входила R520, были выпущены с задержкой в несколько месяцев, потому что инженеры ATI обнаружили ошибку в графическом процессоре на очень поздней стадии разработки. Эта ошибка, вызванная неисправной сторонней библиотекой проектирования микросхем 90 нм, сильно затрудняла наращивание тактовой частоты, поэтому им пришлось «переделать» микросхему для другой ревизии (новый GDSII должен был быть отправлен в TSMC ). Проблема была почти случайной в том, как она повлияла на прототип микросхем, что затруднило идентификацию.

## Архитектура
Архитектура R520 упоминается ATI как «Ultra Threaded Dispatch Processor», что относится к плану ATI по повышению эффективности своих графических процессоров вместо того, чтобы прибегать к увеличению числа процессоров методом грубой силы. Центральный пиксельный шейдер «диспетчерская единица» разбивает шейдеры на потоки (партии) по 16 пикселей (4 × 4) и может отслеживать и распределять до 128 потоков на пиксель «квадроцикл» (4 конвейера каждый). Когда шейдерный квад становится бездействующим из-за завершения задачи или ожидания других данных, диспетчерский механизм назначает квадрату другую задачу, которую нужно выполнить в это время. Общий результат - теоретически большее использование шейдерных блоков. При большом количестве потоков на четырехъядерный процессор ATI создала очень большой регистр процессора.массив, который может выполнять несколько одновременных операций чтения и записи и имеет широкополосное соединение с каждым массивом шейдеров, обеспечивая временное хранилище, необходимое для поддержания конвейерной подачи, обеспечивая максимально доступную работу. С такими чипами, как RV530 и R580, где количество шейдерных блоков на конвейер увеличивается втрое, эффективность пиксельного затенения несколько снижается, поскольку эти шейдеры по-прежнему имеют тот же уровень потоковых ресурсов, что и менее обеспеченные RV515 и R520.
Следующее серьезное изменение в ядре - это его шина памяти. R420 и R300 имели почти идентичный дизайн контроллеров памяти, причем первый выпуск с исправленными ошибками был разработан для более высоких тактовых частот. Шина памяти R520 отличается своим центральным контроллером (арбитром), который подключается к «клиентам памяти». Вокруг чипа две 256-битные кольцевые шины, работающие с той же скоростью, что и микросхемы DRAM , но в противоположных направлениях для уменьшения задержки. Вдоль этих кольцевых шин расположены четыре точки «остановки», в которых данные выходят из кольца и попадают в микросхемы памяти или из них. Есть пятая, значительно менее сложная остановка, предназначенная для PCI Express.интерфейс и видеовход. Такая конструкция позволяет осуществлять доступ к памяти быстрее, но с меньшей задержкой за счет меньшего расстояния, на которое сигналы должны проходить через графический процессор, и за счет увеличения количества банков на DRAM. Чип может распределять запросы к памяти быстрее и напрямую к микросхемам ОЗУ. ATI заявила об улучшении эффективности на 40% по сравнению со старыми моделями. Ядра меньшего размера, такие как RV515 и RV530, были урезаны из-за их меньшего размера и менее дорогостоящей конструкции. RV530, например, имеет две внутренние 128-битные шины. Это поколение поддерживает все последние типы памяти, включая GDDR4 . В дополнение к кольцевой шине каждый канал памяти имеет 32-битную степень детализации, что повышает эффективность использования памяти при выполнении небольших запросов к памяти.
Механизмы вершинных шейдеров уже имели требуемую точность FP32 в более старых продуктах ATI. Изменения, необходимые для SM3.0, включали более длинные инструкции, инструкции динамического управления потоком, с ветвлениями, циклами и подпрограммами, а также большее временное пространство регистров. Механизмы пиксельных шейдеров на самом деле очень похожи по вычислительной схеме на их аналоги R420, хотя они были сильно оптимизированы и настроены для достижения высоких тактовых частот в процессе 90 нм. ATI много лет работает над высокопроизводительным компилятором шейдеров в драйверах для своего старого оборудования, поэтому использование аналогичной базовой конструкции, которая совместима, дает очевидную экономию средств и времени.
В конце конвейера процессоры адресации текстуры отделяются от пиксельных шейдеров, поэтому любые неиспользуемые блоки текстурирования могут динамически выделяться пикселям, которым требуется больше слоев текстуры. Среди других улучшений - поддержка текстур 4096x4096 и сжатие карт нормалей 3Dc от ATI, улучшившее степень сжатия для более конкретных ситуаций.
Семейство R5xx представило более совершенный бортовой движок видеосъемки. Подобно картам Radeon со времен R100, R5xx может разгружать почти весь видеоканал MPEG-1/2. R5xx также может помочь в декодировании Microsoft WMV9 / VC-1 и MPEG H.264 / AVC за счет комбинации шейдерных блоков 3D / конвейера и движка видео движения. Тесты показывают лишь незначительное снижение загрузки ЦП при воспроизведении VC-1 и H.264.
При запуске была выпущена подборка демонстрационных программ 3D в реальном времени. Разработка ATI своей «цифровой суперзвезды» Ruby продолжилась выпуском новой демоверсии под названием The Assassin. Он продемонстрировал очень сложную среду с широким динамическим диапазоном освещения (HDR) и динамическими мягкими тенями . Последняя конкурирующая программа Ruby, Cyn, состояла из 120 000 полигонов.
Карты поддерживают двухканальный выход DVI и HDCP . Однако использование HDCP требует установки внешнего ПЗУ, чего не было в ранних моделях видеокарт. Ядра RV515, RV530 и RV535 включают одинарный и двойной канал DVI; Ядра R520, RV560, RV570, R580, R580 + включают два двойных канала DVI.
AMD выпустила окончательный документ по ускорению Radeon R5xx.

## Драйверы
Последняя версия AMD Catalyst, которая официально поддерживает эту серию, - это 10.2, версия драйвера дисплея 8.702.

## Варианты

### X1300 – X1550 серии
X1300 с графическим процессором RV515 (радиатор удален)
Эта серия является бюджетным решением серии X1000 и основана на ядре RV515. Чипы имеют четыре текстурных блока , четыре ROP , четыре пиксельных шейдера и 2 вершинных шейдера , аналогично старым картам X300 - X600 . Эти чипы используют один квад из R520, тогда как более быстрые платы используют только большее количество таких квадратов; например, X1800 использует четыре квадроцикла. Эта модульная конструкция позволяет ATI строить линейку продуктов по принципу «сверху вниз», используя идентичную технологию, экономя время на исследования, разработку и деньги. Из-за своей компактной конструкции эти карты предлагают более низкую потребляемую мощность (30 Вт), поэтому они работают холоднее и могут использоваться в небольших корпусах. В конце концов, ATI создала X1550 и прекратила выпуск X1300. X1050 был основан на ядре R300 и продавался как сверхмалый бюджет.
Ранние версии Mobility Radeon X1300 - X1450 также основаны на ядре RV515.
Начиная с 2006 года продукты Radeon X1300 и X1550 были переведены на ядро RV505, которое имело те же возможности и функции, что и предыдущее ядро RV515, но производилось TSMC по 80-нм техпроцессу (сокращенному по сравнению с 90-нм техпроцессом RV515).

### Серия X1600
X1600 использует ядро M56  которое основано на ядре RV530, ядре, аналогичном, но отличном от RV515.
RV530 имеет соотношение пиксельных шейдеров к текстурным блокам 3: 1. Он имеет 12 пиксельных шейдеров, сохраняя при этом четыре текстурных блока RV515 и четыре ROP. Он также получает три дополнительных вершинных шейдера, в результате чего общее количество составляет 5 единиц. Одиночный «четырехъядерный» чип имеет 3 процессора пиксельных шейдеров на конвейер, аналогично дизайну четырех четырехъядерных процессоров R580. Это означает, что RV530 имеет те же возможности текстурирования, что и X1300, при той же тактовой частоте, но с его 12 пиксельными шейдерами он находится на одном уровне с X1800 по производительности шейдерных вычислений. Из-за программного содержания доступных игр, X1600 сильно затруднен из-за отсутствия возможности текстурирования.
X1600 должен был заменить Radeon X600 и Radeon X700 в качестве графического процессора среднего уровня от ATI. Mobility Radeon X1600 и X1700 также основаны на RV530.

### Серия X1650
ATI Radeon X1650 Pro
Серия X1650 состоит из двух частей: X1650 Pro использует ядро RV535 (которое представляет собой ядро RV530, изготовленное по более новому 80-нм техпроцессу), и имеет более низкое энергопотребление и тепловыделение, чем X1600.  Другая часть, X1650XT, использует более новое ядро RV570 (также известное как RV560), хотя и имеет меньшую вычислительную мощность (обратите внимание, что полностью оборудованное ядро RV570 питает высокопроизводительную карту X1950Pro), чтобы соответствовать ее основной конкурент, Nvidia 7600GT.

### Серия X1800
Изначально являвшаяся флагманом серии X1000, серия X1800 была выпущена с умеренным приемом из-за продолжающегося выпуска и выигрыша у своего конкурента на тот момент, NVIDIA GeForce 7 Series . Когда X1800 вышла на рынок в конце 2005 года, это была первая видеокарта высокого класса с графическим процессором 90 нм. ATI решила соответствовать картам либо с 256  Мб или 512 Мб встроенной памятью (предвидя будущую постоянно растущий спрос на местном объеме памяти). X1800XT PE был исключительно на 512 МБ встроенной памяти. X1800 заменил Radeon X850 на базе R480 в качестве графического процессора ATI с высочайшей производительностью.
С отложенным выпуском R520 его конкуренция была намного более впечатляющей, чем если бы чип был первоначально запланирован на весну / лето. Как и его предшественник, X850, чип R520 имеет 4 «квадрата», что означает, что он имеет те же возможности текстурирования при той же тактовой частоте, что и его предок и серия NVIDIA 6800. В отличие от X850, шейдерные блоки R520 значительно улучшены: они поддерживают шейдерную модель 3 и получили некоторые улучшения в потоковой передаче шейдеров, которые могут значительно повысить эффективность шейдерных блоков. В отличие от X1900, X1800 имеет 16 пиксельных шейдерных процессоров и равное соотношение текстурирования и возможности пиксельного затенения. Чип также увеличивает количество вершинных шейдеров с шести на X800 до восьми. С 90 нм low-KВ процессе производства эти высокотранзисторные микросхемы могли по-прежнему работать на очень высоких частотах, что позволяет серии X1800 быть конкурентоспособной с графическими процессорами с большим количеством конвейеров, но с более низкими тактовыми частотами, такими как серии NVIDIA 7800 и 7900, которые используют 24 конвейера.
X1800 был быстро заменен X1900 из-за его отложенного выпуска. X1900 не отставал от графика и всегда планировался как чип «весеннего обновления». Однако из-за большого количества неиспользуемых чипов X1800 ATI решила убить одну четверку пиксельных конвейеров и продать их как X1800GTO.
В Xbox 360 использует пользовательский графический процессор под названием Xenos , который похож на X1800 XT.

## Серии X1900 и X1950
Сапфир Radeon X1950 Pro
Серии X1900 и X1950 исправили несколько недостатков в конструкции X1800 и значительно повысили производительность шейдинга пикселей. Ядро R580 по выводам совместимо с печатными платами R520 , что означало, что переделка печатной платы X1800 не требовалась. Платы несут 256 или 512 МБ встроенной памяти GDDR3 в зависимости от варианта. Основное отличие R580 от R520 состоит в том, что ATI изменила соотношение процессора пиксельных шейдеров и процессора текстур. Карты X1900 имеют три пиксельных шейдера на каждом конвейере вместо одного, что дает в общей сложности 48 блоков пиксельных шейдеров. ATI пошла на этот шаг, ожидая, что в будущем программное обеспечение для 3D будет более интенсивно использовать пиксельные шейдеры.
Во второй половине 2006 года ATI представила Radeon X1950 XTX, графическую плату, использующую обновленный графический процессор R580 под названием R580 +. R580 + аналогичен R580, за исключением того, что он поддерживает память GDDR4, новую технологию графической памяти DRAM, которая обеспечивает более низкое энергопотребление за такт и значительно более высокий потолок тактовой частоты. Тактовая частота ОЗУ X1950 XTX составляет 1 ГГц (2 ГГц DDR), обеспечивая пропускную способность памяти 64,0 ГБ / с, что на 29% больше, чем у X1900 XTX. Карта была выпущена 23 августа 2006 года.
X1950 Pro был выпущен 17 октября 2006 г. и предназначался для замены X1900GT в конкурентном сегменте рынка стоимостью менее 200 долларов США. Графический процессор X1950 Pro построен на 80-нм ядре RV570 только с 12 текстурными блоками и 36 пиксельными шейдерами и является первой картой ATI, которая поддерживает встроенную реализацию Crossfire с помощью пары внутренних разъемов Crossfire, что устраняет необходимость в громоздких внешних защитный ключ, обнаруженный в старых системах Crossfire.